# 宠物之声
宠物之声（英語：Pet Sounds）是美国流行乐团“沙滩男孩”发行于1966年的一张专辑。它被广泛地认为是西方流行乐史上最具影响力的专辑之一。在许多音乐杂志的“最伟大专辑”榜单上，它都名列榜首。在滚石杂志评选的500张最伟大专辑中它位居次席。根据Acclaimedmusic.net上的调查，《宠物之声》是有史以来乐评家们最为赞赏的流行专辑。
在创作这张专辑几个月之前，乐队主脑Brian Wilson就离开了巡演，专注于他的写歌和录音工作。在专辑里，他编结出精妙的多重和声音轨，把它们与各种音效，如大键琴、长笛、泰勒明电子琴、法国号、低音口琴、自行车铃、可口可乐罐以及狗笛等另类乐器，以及键盘和吉他这样的传统乐器结合在一起。

## 反响
虽然《宠物之声》一开始并没有大卖，但从它发售的那天起就开始发挥影响力。在英国，它受到了疯狂的赞誉，音乐出版物和一些顶级音乐人们都对它推崇备至。披头士乐队，就把这张专辑称为对“佩珀军士寂寞的心俱乐部乐队”影响最大的专辑，保罗·麦卡特尼一再地称它为他最爱的专辑之一（"God Only Knows" 是他最喜欢的一首歌），构成了一个从披头士到威尔逊再回到披头士的圆环。麦卡特尼说：
“是宠物之声将我从水底唤醒。我是那么地喜欢这张专辑。我给我的每个孩子都买了一张，作为对他们的人生教育……我想一个人直到听过这张专辑之后才能称得上受到了音乐方面的教育……我喜欢里面的交响乐，各种元素的安排……我要坦率地说这是我们时代的经典……然而对于我个人，他绝对是一张完整而经典，在许多方面都无懈可击的唱片……我经常听着它哭泣。我给约翰（列侬）放了很多次这张唱片，他将很难逃脱它的影响……它是那个时代独一无二的专辑。真正让我坐下来并引起注意的是贝斯的节奏……以及如何把旋律加进贝斯的节奏里。我想这可能就是它在我们制作‘佩铂’的时候让我思考的东西。”
其他艺人也同样将《宠物之声》称为有史以来的最伟大杰作之一。埃里克·克莱普顿说“我把《宠物之声》看作曾经发行过的最伟大的流行专辑之一。它包括了所有让我神魂颠倒的事情并把它们集合成一个共同体。”
艾尔顿·约翰认为《宠物之声》是标志性的专辑。“仅仅说我为它着迷是不够的，我从来没有听到过如此神奇的声音，被录制得如此出色。它无疑改变了我以及很多人在录音上登堂入室的方式。它是一张有不可思议的天才和美的永恒杰作。”
披头士的制作人乔治·马丁说：“如果没有《宠物之声》，佩铂军士就不可能诞生……佩铂是一次与《宠物之声》争胜的尝试。”

## 曲目
1. Wouldn't It Be Nice (Brian Wilson/Tony Asher/Mike Love) 2:22
2. You Still Believe in Me 2:30
3. That's Not Me 2:27
4. Don't Talk (Put Your Head on My Shoulder) 2:51
5. I'm Waiting for the Day (Brian Wilson/Mike Love) 3:03
6. Let's Go Away for Awhile (Brian Wilson) 2:18 
  - Originally titled The Old Man and the Baby
7. Sloop John B (Trad. arr. Brian Wilson) 2:56
8. God Only Knows (Brian Wilson/Tony Asher) 2:49
9. I Know There's an Answer (Brian Wilson/Terry Sachen/Mike Love) 3:08
10. Here Today (Brian Wilson/Tony Asher) 2:52
11. I Just Wasn't Made for These Times (Brian Wilson/Tony Asher) 3:11
12. Pet Sounds (Brian Wilson) 2:20 
  - Originally titled Run James Run
13. Caroline, No (Brian Wilson/Tony Asher) 2:52